# Franz Josef Kuhnle

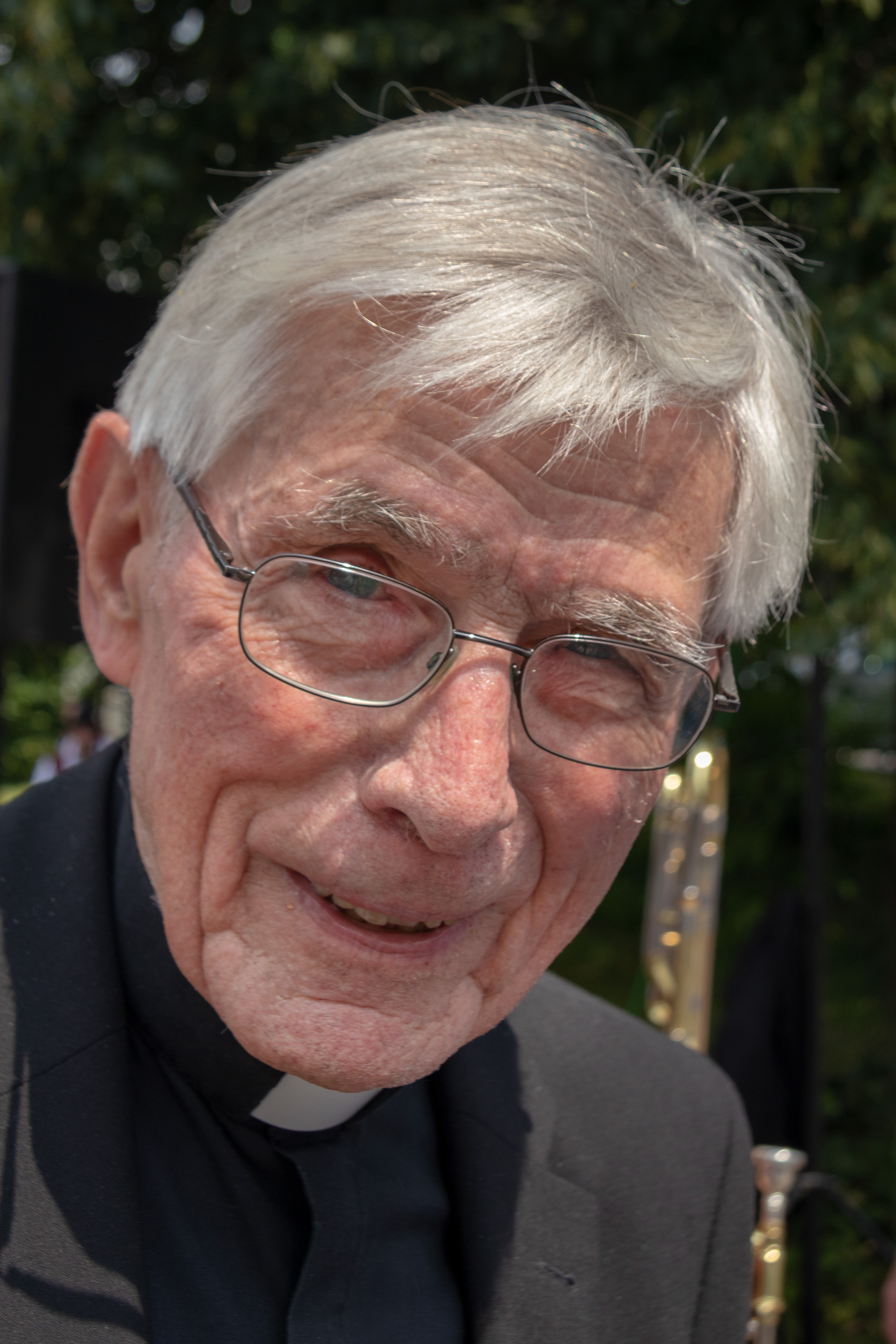
Weihbischof Franz Josef Kuhnle (2018)

Franz Josef Kuhnle (* 27. April 1926 in Ravensburg; † 4. Februar 2021 in Tettnang) war ein deutscher römisch-katholischer Geistlicher und Weihbischof der Diözese Rottenburg-Stuttgart.

## Leben
Franz Josef Kuhnle wurde noch vor seinem Abitur als Siebzehnjähriger zur Wehrmacht eingezogen. Im März 1945 geriet er in französische Kriegsgefangenschaft und gelangte nach verschiedenen Überstellungen in mehrere Kriegsgefangenenlager nach Chartres. Dort wurden deutschsprachige Priester und Seminaristen interniert. Kuhnle trat in das von 1945 bis 1947 bestehende Katholische Priesterseminar, das sogenannte Stacheldrahtseminar von Chartres in Le Coudray bei Chartres, als Seminarist ein und studierte Theologie und Philosophie bei Abbé Franz Stock. Nach Rückkehr aus der Kriegsgefangenschaft beendete er sein Studium an der Universität Tübingen, wo er auch 1951 Mitglied der katholischen Studentenverbindung AV Cheruskia Tübingen im CV wurde. 
Kuhnle empfing am 20. Juli 1952 durch den Rottenburger Bischof Carl Joseph Leiprecht in Ellwangen die Priesterweihe. Er war anschließend Vikar in St. Petrus Canisius in Friedrichshafen. Dann wurde er zum Repetenten im Konvikt in Rottweil ernannt. Im Anschluss daran wurde er Diözesanjugendseelsorger in Wernau. Seine erste Pfarrstelle erhielt er in Künzelsau, wo er unter anderem die Pfarrkirche St. Paulus realisierte. 1969 wurde er Stadtpfarrer und Dekan mit Sitz in St. Fidelis.
Am 13. Oktober 1976 ernannte ihn Papst Paul VI. zum Titularbischof von Sorres und Weihbischof der Diözese Rottenburg-Stuttgart. Am 27. November 1976 spendete ihm Bischof Georg Moser in der Konkathedrale der Diözese Rottenburg, der Domkirche St. Eberhard in Stuttgart, die Bischofsweihe. Mitkonsekratoren waren Altbischof Carl Joseph Leiprecht und Weihbischof Anton Herre. Sein bischöfliches Motto war Gott ist treu. Nach dem Tod von Bischof Georg Moser 1988 leitete Kuhnle die Diözese Rottenburg-Stuttgart ein Jahr lang kommissarisch. 
Am 7. November 1990 nahm Papst Johannes Paul II. seinen Rücktritt an. Anschließend wirkte er noch einige Zeit weiter, zunächst als Pfarrer zweier Gemeinden im Allgäu und von 1997 bis 2018 als Ruhestandsgeistlicher. Er lebte in Oberzell bei Ravensburg, zuletzt in einem Pflegeheim in Tettnang. Kuhnle starb Anfang Februar 2021 im Alter von 94 Jahren.

## Wirken
Franz Josef Kuhnle und Remigius Rudmann, Benediktiner in der Abtei Sankt Ottilien in Eresing, gehörten 2017 zu den Teilnehmern einer Gedenkveranstaltung in Chartres anlässlich der Schließung des „Stacheldrahtseminars“ am 27. Mai 1947. Beide gehörten zu den letzten deutschen „Chartrensern“, also den ehemaligen Mitgliedern des „Stacheldrahtseminars“ in Chartres.
Bei der Bischofsweihe von Walter Kasper als Bischof von Rottenburg-Stuttgart am 17. Juni 1989 in Rottenburg war Kuhnle als Weihbischof in Rottenburg-Stuttgart neben dem Mainzer Bischof Karl Lehmann Mitkonsekrator; Hauptkonsekrator war der Erzbischof von Freiburg im Breisgau, Oskar Saier.
Als Sprecher der ARD-Sendung Das Wort zum Sonntag wurde Franz Josef Kuhnle bundesweit bekannt.
Kuhnle war neben seiner seit 1951 bestehenden Mitgliedschaft in der katholischen Studentenverbindung AV Cheruskia Tübingen auch Ehrenmitglied der KDStV Churtrier Trier, der AV Alania Stuttgart und der KDStV Nordgau (Prag, Stuttgart) Koblenz, alle im Cartellverband der katholischen deutschen Studentenverbindungen.

## Ehrungen und Auszeichnungen
- Verdienstorden Pro Merito Melitensi (Großkreuz pro piis meritis) des Souveränen Malteserordens[7]
- Verdienstorden des Landes Baden-Württemberg